# OpenFOAM
OpenFOAM (مخفف  "Open-source Field Operation And Manipulation") یک جعبه‌ابزار C++ برای ساخت آنالیز عددی سفارشی‌شده و ابزارهای پیش/پس‌پردازش برای راه‌حل‌های مسائل مکانیک محیط‌های پیوسته که مهم‌ترین آن دینامیک سیالات محاسباتی (CFD) است.